# 沃洛希夫亞爾
49°35′44″N 36°58′55″E / 49.59556°N 36.98194°E
沃洛希夫-亞爾（烏克蘭語：Волохів Яр）是位於烏克蘭東部的村莊，由哈爾科夫州伊久姆區的巴拉克利亚市镇負責管轄。該村處於中巴拉克利卡河畔，始建於1750年，面積7.05平方公里，海拔高度96米，2001年人口1,473。